# Papunya Tula

Homme regardant des œuvres des artistes de Papunya Tula, Doreen Reed Nakamarra et Warlimpirrnga Tjapaltjarri. Musée Friederitzianum, Allemagne.

Papunya Tula est un mouvement de la peinture aborigène australienne né en 1972 à Alice Springs, dans le Territoire du Nord. Le groupe est connu pour son travail innovant avec le Western Desert Art Movement, communément appelé « dot painting ». Reconnus pour avoir popularisé l'art aborigène contemporain, ses artistes ont inspiré de nombreux autres artistes et styles aborigènes australiens.
La coopérative d'artistes détenue et gérée par des Aborigènes du désert occidental d'Australie est enregistrée sous le nom de Papunya Tula Artists Pty Ltd. La société opère aujourd'hui à partir d'Alice Springs et ses artistes proviennent d'une vaste région, qui s'étend jusqu'à l'Australie occidentale, à 700 kilomètres (430 mi) à l'ouest d'Alice Springs.

## Artistes
- Gabriella Possum Nungurrayi[1].
- Gordon Bennett[2].